# Rocheu

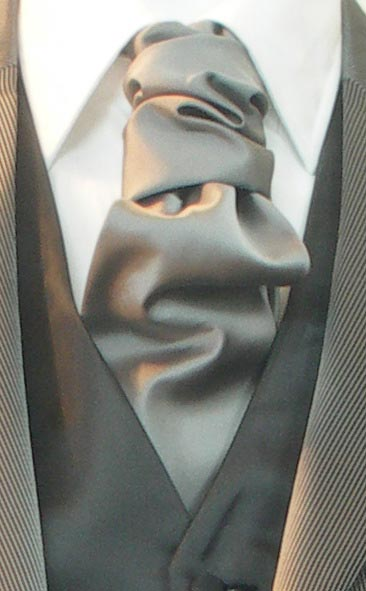
Imagen de un rocheu en un traje de ceremonia.

El rocheu es una prenda de cuello para ceremonias, destinada al novio principalmente. Su apariencia es la de un corbatón; pero no es posible deshacer el nudo, viene hecho al ser dos piezas cosidas para dar la apariencia de corbatón anudado.
Al rocheu algunos fabricantes lo conocen por el nombre de corbatón e incluso a veces por corbanda, lo que da pie al equívoco en varias ocasiones.

## Características del rocheu
En principio el rocheu tiene los mismos usos que el corbatón, es decir, realzar la vestimenta del novio con una prenda de cuello más fácil de anudar que aquél y más voluminosa que la corbata.
Su composición puede ser:
- Seda (poco habitual).
- Poliéster.
- Microfibra.

Al venir todo hecho de fábrica su colocación es muy rápida y sencilla; a cambio, no luce tanto como el corbatón, pues no deja de ser un sustituto.
Se utiliza habitualmente con el traje; en cambio, para el chaqué suele ser más utilizado el corbatón, pese a que también puede utilizarse el rocheu.